# Johann Gottfried Gottlieb Muhlig
Johann Gottfried Gottlieb Mühlig (29 de enero de 1812, Kalbsrieth - 12 de abril de 1884, Fráncfort del Meno) fue un ornitólogo y entomólogo alemán.
Mühlig es bien conocido por sus estudios sobre Microlepidoptera. Él describió varias especies nuevas incluyendo Coleophora odorariella y Coleophora asteris. Era miembro de la Sociedad Entomológica de Stettin y amigo del entomólogo suizo Heinrich Frey.

## Abreviatura (zoología)
La abreviatura Mühlig  se emplea para indicar a Johann Gottfried Gottlieb Muhlig como autoridad en la descripción y taxonomía en zoología.